# Camenta setosella
Camenta setosella är en skalbaggsart som beskrevs av Moser 1914. Camenta setosella ingår i släktet Camenta och familjen Melolonthidae. Inga underarter finns listade.